# (13370) Júliusbreza
13370 Juliusbreza (1998 VF) – planetoida z pasa głównego asteroid okrążająca Słońce w ciągu 3,25 lat w średniej odległości 2,19 j.a. Odkryta 7 listopada 1998 roku.